# Зайонцувна, Эльжбета
Эльжбета Урсула Зайонцувна (пол. Elżbieta Urszula Zającówna; 14 июля 1958, Краков, Польша — 28 октября 2024, Варшава) — польская актриса театра, кино и телевидения, певица, телеведущая и продюсер.

## Биография
Эльжбета Зайонцувна родилась 14 июля 1958 года в Кракове. Выпускница Государственной высшей театральной школы в Кракове (1981). Владелец продюсерской компании Gabi Sp. z o.o., с 1 июня 2010 вице-президент Fundacji Polsat.
Она является одним из персонажей в книге «Оптимистки» (автор: Marzanna Graff-Oszczepalińska).
В 2012 году Эльжбета сообщила, что у нее диагностировали болезнь фон Виллебранда.
Умерла в Варшаве 28 октября 2024 года в возрасте 66 лет. 7 ноября 2024 года похоронена в семейной усыпальнице на Грембаловском кладбище в Кракове.

## Семья
Муж — Кшиштоф Ярошински (Krzysztof Jaroszyński) (род. 1953), польский драматург, режиссёр, сценарист, сатирик, создатель кабаре, телепродюсер.
Дочь — Габриэла Ярошинска (Gabriela Jaroszyńska) (род. 1991), работала преподавателем танцев, специалист по маркетингу в CD Projekt Red.

## Фильмография
- 1976—1987 — Доложи, 07 / 07 zgłoś się (сериал)
- 1981 — Ва-банк / Vabank — Наталья
- 1982 — Стена (ТВ) / The Wall
- 1983 — Секс-миссия / Seksmisja
- 1983 — Надзор / Nadzór — Аля Кравец
- 1984 — О-би, о-ба: Конец цивилизации / O-bi, O-ba: Koniec cywilizacji — проститутка в баре
- 1984 — Ва-банк 2, или Ответный удар / Vabank II czyli riposta — Наталья
- 1985 — Дезертиры / C.K. dezerterzy — проститутка
- 1991 — Очень важная персона / V.I.P. — Кристина, бывшая жена Романа
- 1995 — Матери, жены и любовницы (мини-сериал) / Matki, żony i kochanki — Ханка Тшебуховская
- 1998 — Матери, жены и любовницы 2 (мини-сериал) / Matki, żony i kochanki II — Ханка Тшебуховская
- 1999 — В добре и в зле (сериал) / Na dobre i na złe — Эльжбета
- 2002—2004 — Собачье сердце / Psie serce — Беллa, озвучка
- 2003 — Daleko od noszy (сериал)
- 2003 — Комическая сила (ТВ) / Siła komiczna — Труди
- 2005 — Няня (сериал) / Niania — Мария Верницкая
- 2007 — Две стороны медали (сериал) / Dwie strony medalu — Марта
- 2009 — Doręczyciel (сериал) — Иоланта